# Enquête Ménages Déplacements
Une Enquête Ménages Déplacements (EMD) est destinée à renseigner les pouvoirs publics sur les pratiques de déplacements des habitants. Elles sont réalisées selon les méthodologies dites « standard Certu ».

## Histoire
Les Enquêtes Ménages Déplacements (EMD) classiques reposent sur l'enquête en face en face de ménages entiers. Dans les années 2000, le CERTU a adapté cette méthode pour qu'elle soit applicable sur le territoire d'une ville moyenne, à un coût raisonnable. Ce sont les Enquêtes Déplacements Villes Moyennes (EDVM). Dans ce cas, le questionnaire est allégé et l'enquête est réalisée par téléphone. Enfin, lorsque les pouvoirs publics souhaitent couvrir un périmètre très large, il est possible de mettre en œuvre une Enquête Déplacements Grand Territoire (EDGT) qui combine l'EMD classique à une enquête par téléphone dans les territoires périurbains.
Des recherches sont en cours afin d'intégrer les traces GPS des habitants pour consolider et améliorer la fiabilité statistique des enquêtes.

## Récapitulatif des enquêtes et des territoires couverts
| Ville       | Millésime | Autres millésimes            | Type de la dernière EMD                                              | Périmètre et population couverte                                                  | Nombre de personnes enquêtées   | Période d'enquête                | Budget (HT)           | Spécificités                                                         |
| ----------- | --------- | ---------------------------- | -------------------------------------------------------------------- | --------------------------------------------------------------------------------- | ------------------------------- | -------------------------------- | --------------------- | -------------------------------------------------------------------- |
| Bordeaux    | 2009      | 1978, 1990, 1998             |                                                                      | 96 communes (périmètre du SCoT approuvé en 2000), 881 000 habitants               | 6011 ménages, 12 612 personnes  | novembre 2008 - mai 2009         | <vide>                | Pour l'EMD 1978 : 34 communes (CUB), 4 806 ménages, 11 691 personnes |
| Chambéry    | 2007      |                              |                                                                      | 163 communes                                                                      | 5 900 personnes                 |                                  |                       |                                                                      |
| Grenoble    | 2010      | 1973, 1978, 1984, 1992, 2002 |                                                                      | 800 000 habitants, 354 communes (département de l'Isère sauf nord du département) | 7 600 ménages                   | novembre 2009 - avril 2010       | 1,8 million d'euros   | <vide>                                                               |
| Lyon        | 2015      | 1995, 2006                   | Enquête Déplacements Grand Territoire                                | 569 communes, 2,3 millions d'habitants                                            | 28 200 personnes                | 7 octobre 2014 au 7 avril 2015   | 2,5 millions d'Euros  |                                                                      |
| Montpellier | 2014      | 1985, 1997*, 2004            | Enquête Globale Déplacements (EGD) avec : EDGT fàf, EDGT tél et EDVM | département de l'Hérault, 1,045 million d'habitants                               | 11 000 foyers enquêtés          | 15 octobre 2013 au 15 avril 2014 | 2,11 millions d'Euros | Disponnible en Open Data                                             |
| Nîmes       | 2015      |                              |                                                                      | 56 communes                                                                       | 2 550 ménages, 5 300 personnes  | 4 novembre 2014 au 7 mars 2015   |                       |                                                                      |
| Toulouse    | 2013      | 1978, 1990, 1996, 2004       |                                                                      | 179 communes, 1,1 million d'habitants                                             | 6 700 ménages, 13 000 personnes | octobre 2012 à avril 2013        | 1,3 million d'euros   | <vide>                                                               |
| Lille       | 2016      | 1976, 1987, 1998, 2006       |                                                                      | 85 communes                                                                       | 4 539 ménages, 9 479 habitants  | décembre 2015 à avril 2016       |                       |                                                                      |

* À noter qu'en 1997, le SMTU de Montpellier a réalisé durant l'hiver 1996 - 1997 une enquête Mobilité sur le périmètre du District de l'époque, avec 2832 ménages interrogés. Toutefois, cette enquête ne semble pas répondre au standard EMD CERTU.

## Contenu
Le questionnaire « standard Certu » comprend une fiche MÉNAGE, une fiche PERSONNE, une fiche DÉPLACEMENTS et une fiche OPINION.
Les données d'une EMD sont renseignées en général via 5 tables de données décrivant les 5 "objets" suivants :
- Les ménages enquêtés ;
- les personnes de chaque ménage ;
- détail des déplacements de chaque personne ;
- la décomposition des déplacements en trajets ;
- l'enquête d'opinion réalisée auprès des sondés.

Ces données d'enquête brutes font l'objet d'une exploitation standard : des fiches synthétiques sont générées pour disposer des principaux indicateurs de déplacements déjà agrégés. Pour passer des valeurs de l'échantillon de l'enquête aux chiffres représentatifs pour le territoire enquêté, il est utilisé un coefficient de redressement par ménage.

## Applications
L'EMD est utilisée largement dans les diagnostics de territoire possédant un volet déplacements. Cette enquête est ainsi souvent la pierre angulaire de l'état des lieux pour les plans de déplacements urbains (PDU), les Diagnostics Énergie Émissions des Mobilités (DEEM) ou autres modèles de déplacements.
Le bornage téléphonique (en) des téléphones portatifs ouvre la voie à des analyses encore plus fines de l'habitabilité des lieux, et des déplacements,.